# Nguyễn Công Thắng
Nguyễn Công Thắng (sinh năm 1972) là một thạc sĩ, nghệ sĩ ưu tú, nghệ sĩ violin người Việt Nam. Ông hiện là trưởng khoa Dây của Học viện Âm nhạc Quốc gia Việt Nam.

## Sự nghiệp
Nguyễn Công Thắng sinh năm 1972 tại Hà Nội. Mẹ ông là nghệ sĩ ưu tú đàn tranh Ngô Bích Vượng, còn cha là nghệ sĩ ưu tú violin Nguyễn Đình Quỳ. Từ nhỏ, ông đã tham gia học chính quy và nhận bằng thạc sĩ biểu diễn violin tại Nhạc viện Hà Nội dưới sự hướng dẫn của cậu ruột là Giáo sư Ngô Văn Thành, sau đó ông đã nhận giấy chứng nhận chuyên sâu về biểu diễn âm nhạc tại Học viện biểu diễn nghệ thuật Hồng Kông dưới sự hướng dẫn trực tiếp của giáo sư Michaael Ma và tham gia học lớp master class (lớp học chuyên môn) của các nghệ sĩ Isaac Stern và Joseph Silverstein.
Năm 1990, ông đoạt giải Nhất bảng biểu diễn violin tại Cuộc thi âm nhạc quốc gia mùa thu Hà Nội. Từ năm 1997 đến 2000, ông là thành viên Dàn nhạc giao hưởng Học viện biểu diễn nghệ thuật Hồng Kông. Năm 2003, ông trở thành giảng viên violin chính thức của Trường nhạc – Đại học tổng hợp Mahidol, Thái Lan và là bè trưởng violin 2 của Dàn nhạc giao hưởng Thái Lan.
Ông đã tham gia nhiều chương trình biểu diễn cùng Dàn nhạc giao hưởng Hà Nội tại phòng hòa nhạc của Học viện Âm nhạc Quốc gia Việt Nam và tại Nhà hát lớn Hà Nội.